# Ткацтво

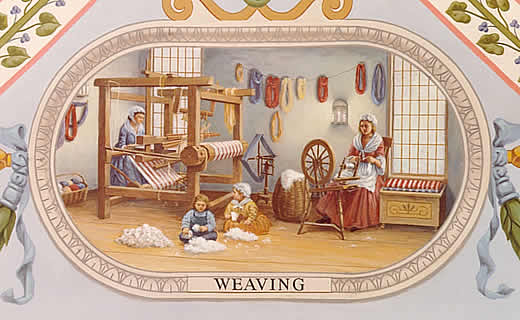
Прядіння на самопрядці, ткання на ручному верстаті, мотовило.

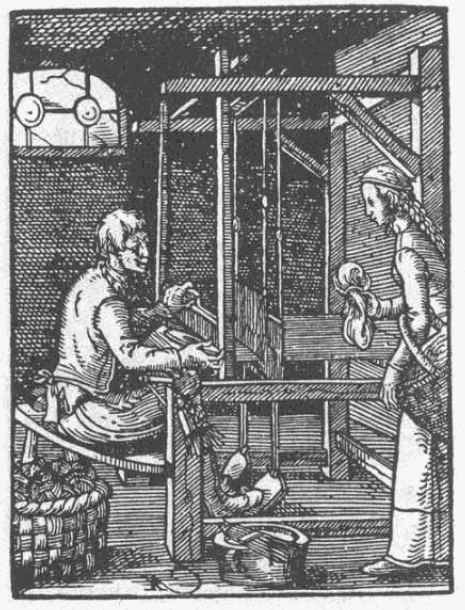
Ткач за роботою, німецька мініатюра, 1568 рік

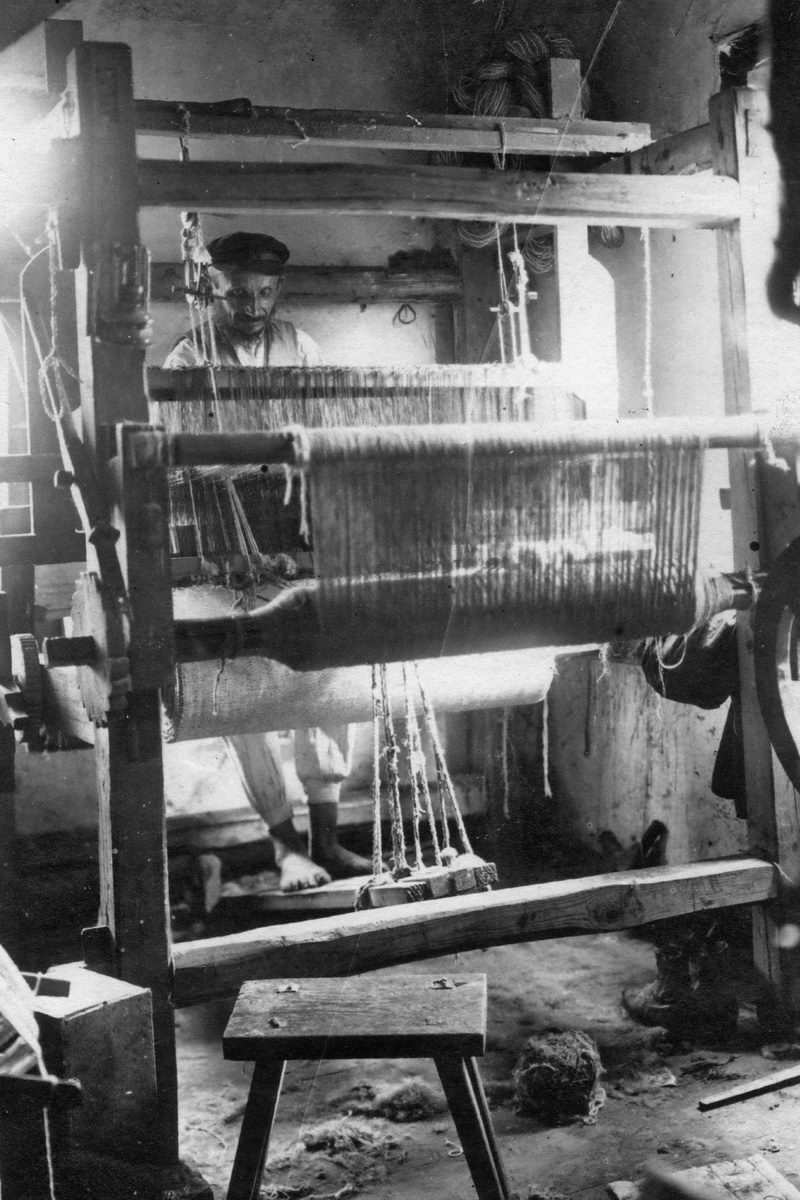
Соломон Юдовин. Ткач. Межиріч

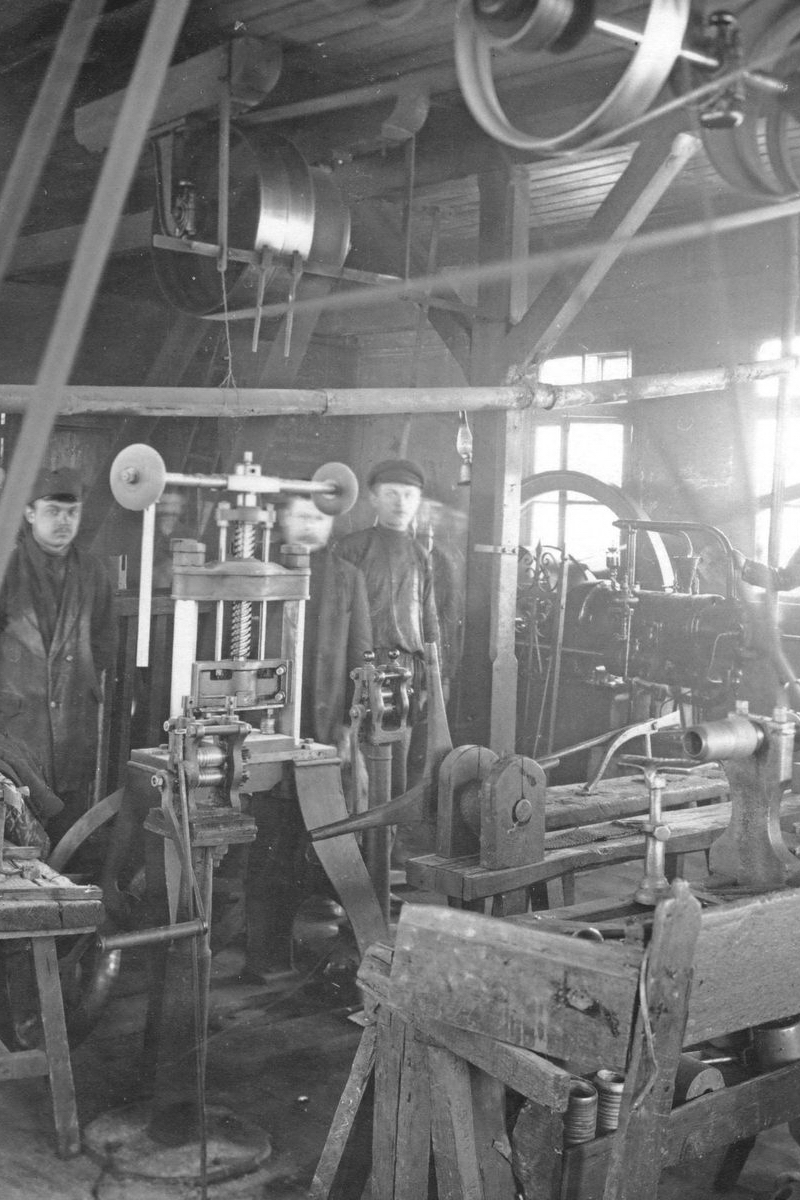
Соломон Юдовин. Ткацька фабрика.

Тка́цтво — виготовлення суворих (необроблених) текстильних тканин на ткацькому верстаті шляхом їх взаємного переплетення. Це одне з найдавніших ремесел.

## Суть поняття і види ткацтва
У широкому розумінні слова поняття ткацтво охоплює усю сукупність технологічних процесів з виробництва тканин (ткацьке виробництво). А також виготовлення тканин для побутового використання.
Реліктове існування ткацтва як ремесла прийнято називати ткацтвом художнім, оскільки найчастіше воно є частиною декоративно-ужиткового мистецтва, сувенірної промисловості тощо.
За походженням тканини можна виділити бавовноткацтво, шовкоткацтво, льоноткацтво, вовноткацтво та ін.

## Історія
Ручне ткацтво (на ручному ткацькому верстаті) відоме з часів неоліту. Існували три основні типи верстатів: найпростіший верстат (без стійок-станин), верстат на сохах, рамний верстат. У XII—XV з'явилися педалі для піднімання різні групи ниток основи, що звільнило руки ткача й уможливило створювати тканини зі складним рисунком. У Київській Русі і далі в середньовічній Україні ткацтво було одним з важливих ремесел.
Пришвидшила роботу ткачів поява летючого човника, придуманого в першій половині XVIII ст. Джоном Кеєм. Наприкінці XVIII ст. з винайденням механічного ткацького верстата почалось машинне ткацтво, передтеча сучасного промислового виробництва тканин.
У теперішній час ткацтво є складовою текстильної промисловості.

## Ткацтво як частина декоративного ужитковогомистецтва
Історія
В Україні виробництво мистечих тканин, разом з вишивкою належить до найдавніших та найпоширеніших нар. мистецтв, що мають призначення прикрашати одяг, предмети хатнього вжитку та оформлення інтер'єру селянських і міщанських помешкань, провінційних церков. У різних етнографічних зонах, а то й окремих селах, Ткані матеріали мають локальні відміни в способі орнаментальної композиції, кольористики і навіть у техніці виконання. Народні ткачі виробляли різні ґатунки взористих полотен з конопель чи льону на сорочки, хустки, найтонші полотна на головні убори (білі намітки, «убруси», «рантухи» тощо). Узори тканих матеріалів створюються різним переплетінням ниток («окружки», «сосонки», «коропова луска»), що дає декоративні ефекти. З вовни ткали плахти, запаски, спідниці, опинки, пояси, крайки тощо. Одягові тканини декорувалися тканими, вибиваними або вишиваними взорами. Для інтер'єрів хат ткалися різнорідні декоративно-ужиткові взористі тканини. З льону і конопель — рушники, покривала, верети, рядна, а з вовни — покривала, коци, килими, ліжники, полавники, килимці тощо.
Вибивна тканина — полотно, покрите монохромним або 2-З-кольоровим геометричним чи рослинним узором, відбиваним фарбою при допомозі різьбленого дерев'яного валка-матриці, слугувала для жіночого і чоловічого одягу, пошивок, скатерок тощо.
Виникнення цехів
Поряд домашнього виробництва від 14 ст. постали цехи, до яких належали також ткачі. У цехах дбали про підвищення технічної та мистецької якости ткацьких виробів і сумлінне виконання замовлень. Більше спеціалізовані мистецькі тканини продукували державні, поміщицькі та магнатські мануфактури (наприклад, мануфактура С. Конєцпольського в Бродах з 1641 р.), а на Лівобережній Україні також мануфактури козацької старшини. Вони виробляли на замовлення ткані матеріали для палаців, панських дворів, церков з імпортованої сировини (шовк, золотиста прядка), а згодом і виготовляли в мануфактурах пряжу для виробу декораційних макат, завіс, поясів тощо. Найбільший розквіт мануфактури припадає на другу половину 17 ст., весь 18 ст. і на першу половину 19 ст.; з того часу походять шедеври музейної вартости. Власники мануфактур іноді спроваджували мистців-ткачів з Туреччини, Вірменії, Персії, які застосовували орієнтальні узори «на перські зразки», звідси пішла назва «персіярня». У Львові була в 17 ст. фабрика шовкових і золотистих тканин Еммануїла з Корфу (Корфинського), з мануфактурної майстерні якого вийшло чимало ткачів, що розповсюджували техніку пишних тканин. Протягом 18 ст. постали багаті мануфактури, які виробляли ткані матеріали, в Холмі, Бучачі, Бродах, Сокалі, Меджибожі, Станиславові (тут працював Лев Манжарський, згодом організатор славетної «персіярні» в Слуцьку, Білорусь). Багатий асортимент і високу мистецьку якість мали тканини з фабрики вельможного Кирила Розумовського в Батурині, яка виробляла квітчасті тканини типу шпалер для інтер'єрів його палаців у Батурині, Глухові та Козельці, та кольорові вовняні сукна на одяг козаків з особистої охорони гетьмана. Починаючи з 50-х pp. 17 ст., в Україні посилено розвивалося й кустарне мистецьке текстильне виробництво. Одним з найбільших осередків українського народного мистецького ткацтва стало м. Кролевець, де вславилася родина ткачів-мистців Оболенських.
Занепад в 19 столітті
На зовнішньому ринку мали попит українські коштовні одягові тканини, золототкані макати тощо, а чужинецькі купці називали їх «руськими тканинами». З сер. 19 ст. ткацьке виробництво почало занепадати. Щоб урятувати його від занепаду і піднести його технічний і мистецький рівень, земства почали відкривати ткацькі школи (Дігтярі, Шиловичі й ін.) й відділи в технічно-промислових школах.
В 20 столітті
У 20 ст. продовжувано спроби відродження продукції ткацького мистецтва ручного й на вдосконалених верстатах. 1920 в Києві створено школу українську народних майстрів, перетворену на Київську державну школу прикладного мистецтва, яка згуртувала багатьох видатних народних мистців для дослідів над народними традиціями та вихованням молодого покоління свідомих мистців. Найвизначніші осередки мистечого ткацтва в Україні: м. Богуслав (Київ. обл.), Кролевець (Сумська область), с. Дігтярі (Черкаська область), Решетилівка і с. Великі Сорочинці (Полтавська область), Косів (Івано-Франківська область), Глиняни (Львівська область) та ін. По другій світовій війні мистецькі осередки об'єднано в мистечо-промислових артілях. На Гуцульщині, Буковині й на Закарпатті, крім промислових артілей, збереглося ще домашнє ткацтво для задоволення власних потреб. Кадри ткачів готують технікуми, а школи прикладного мистецтва й відділи мистецького текстилю в інститутах прикладного і декоративного мистецтва в Києві, Харкові і Львові готують митців-проєктантів, які, базуючися на народних традиціях, з різним успіхом працюють над створенням форм ткацького мистецтва.

## Галерея

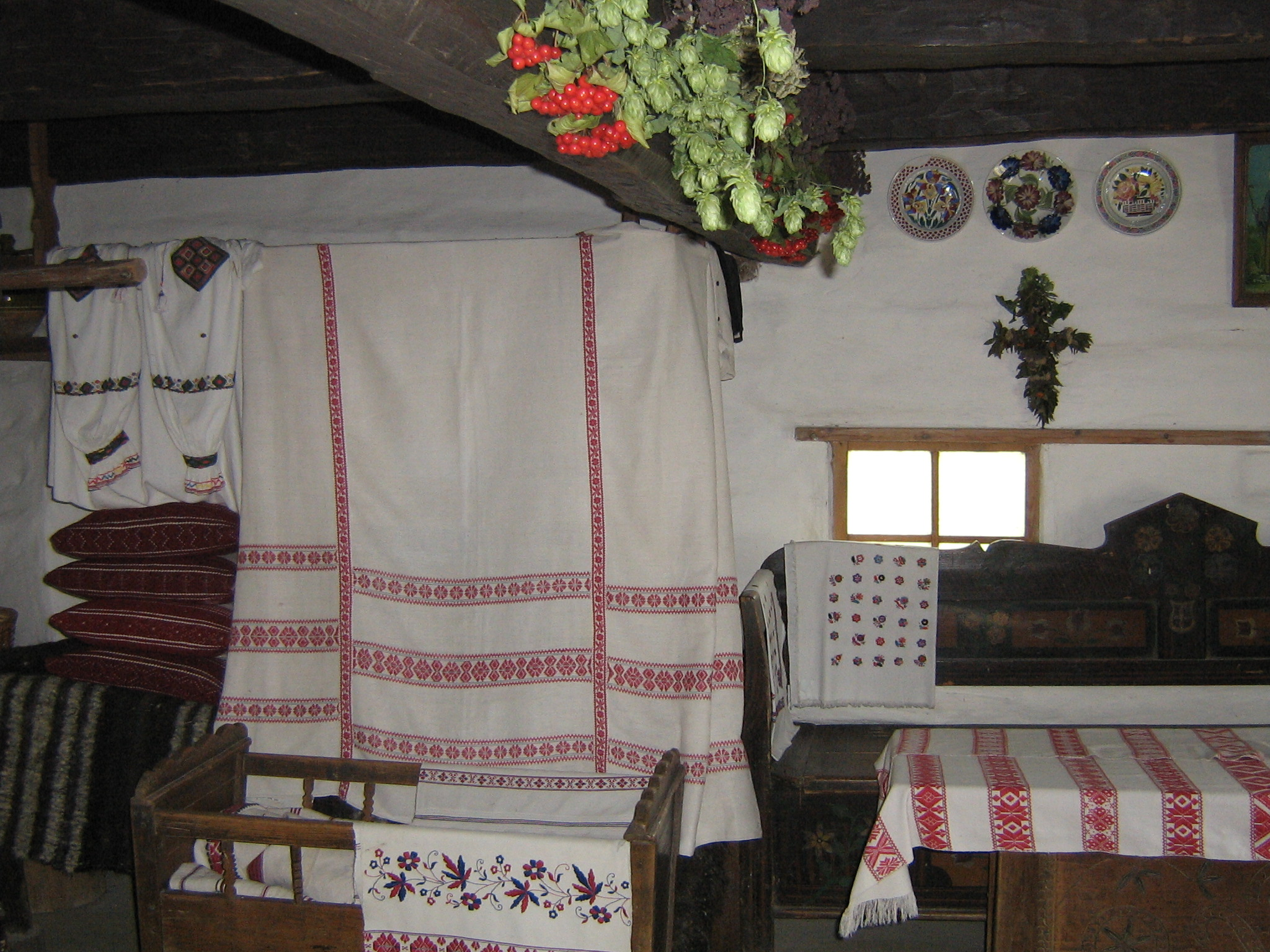
Святкове вбрання хати рушниками.
Традиційний ткацький верстат (реконструкція) з українського Полісся, експозиція Музею ткацтва Чернігівщини, смт. Козелець
Самопрядка
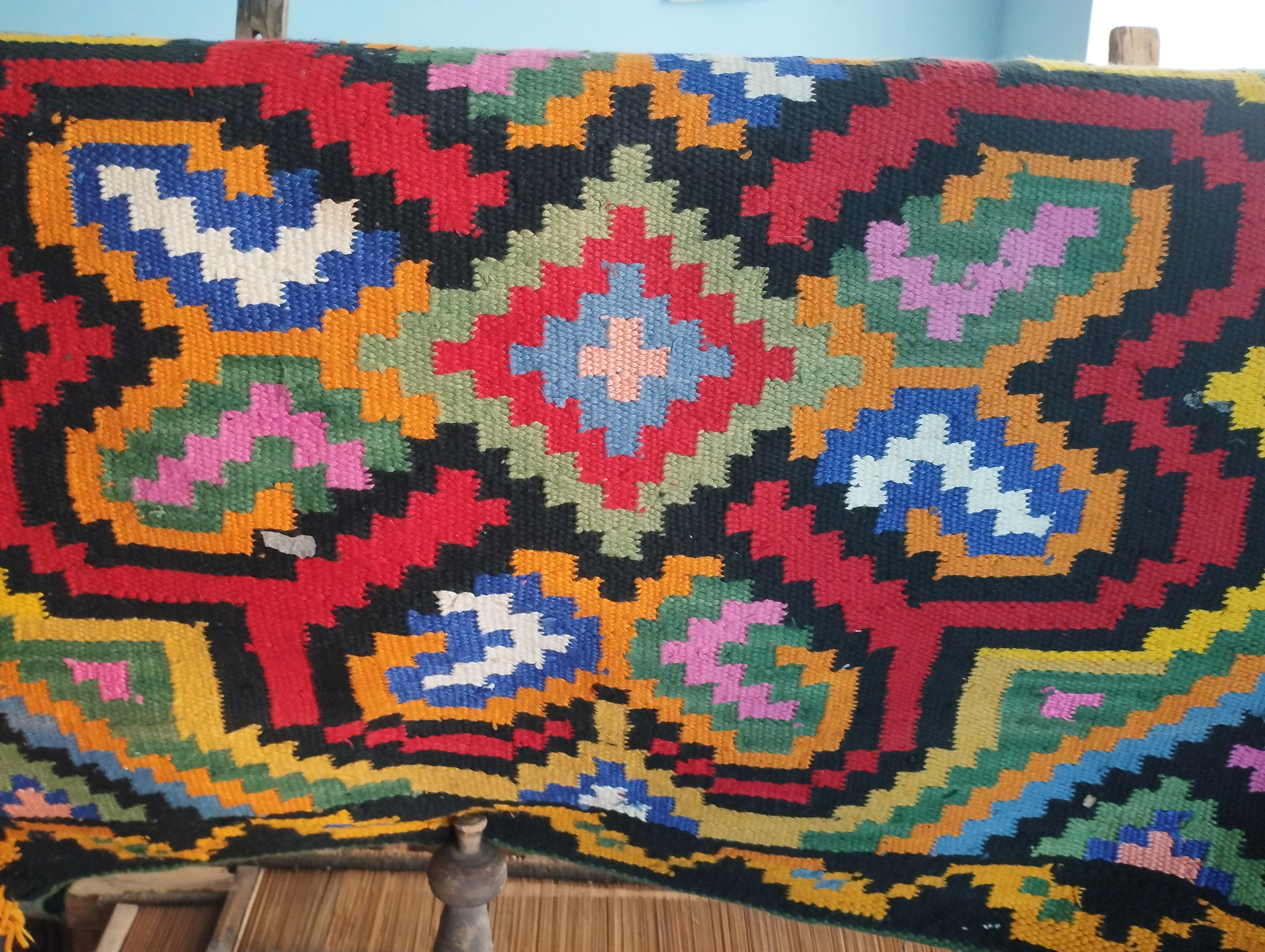
Килим (Кіровоградська область)
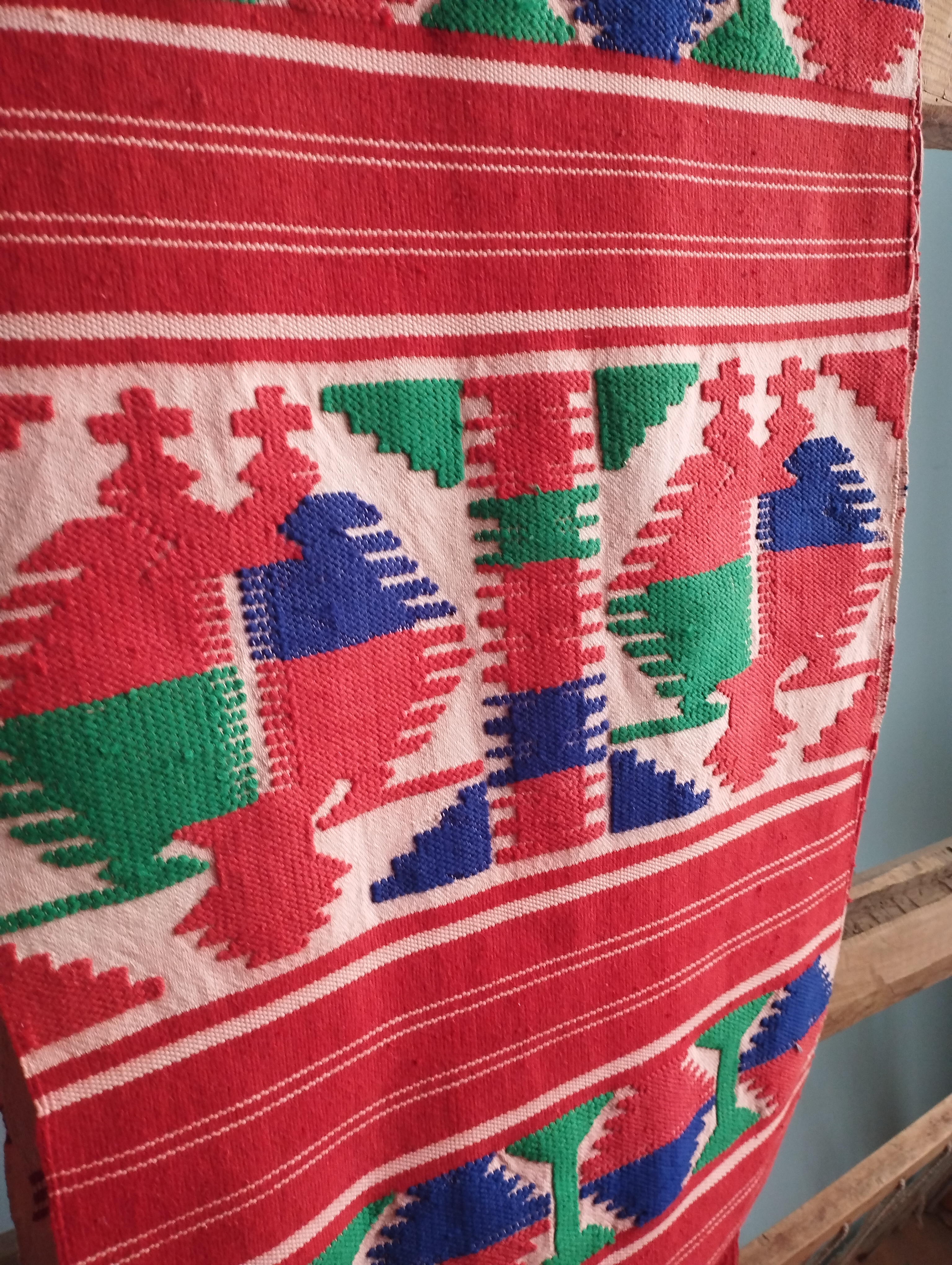
Килимок